# Gradiente spettrale
In astrofisica e planetologia, il gradiente spettrale è una misura della dipendenza della riflettanza dalla lunghezza d'onda.
Nel campo dell'elaborazione numerica dei segnali (digital signal processing, abbreviato in DSP), è una misura di quanto rapidamente un segnale audio decade alle alte frequenze, calcolata con la tecnica della regressione lineare.

## In astrofica e planetologia

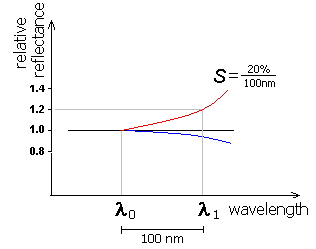
Tipologie di gradiente spettrale.

Lo spettro visibile e infrarosso della luce solare riflessa da un corpo celeste è utilizzato per dedurre alcune proprietà fisiche e chimiche del corpo in oggetto. Alcuni oggetti possono essere più brillanti (cioè avere una riflessione maggiore) alle alte lunghezze d'onda e quindi appaiono più rossi nel visibile di altri oggetti che non mostrano una dipendenza della riflettanza dalla lunghezza d'onda.
Il diagramma a lato illustra tre tipologie di gradiente spettrale:
- gradiente rosso, la riflettanza aumenta con la lunghezza d'onda
- spettro piatto (in nero)
- spettro blu, la riflettanza diminuisce con la lunghezza d'onda

Matematicamente il gradiente spettrale viene definito come:
{\displaystyle S={\frac {R_{F_{1}}-R_{F_{0}}}{\lambda _{1}-\lambda _{0}}}}
dove {\displaystyle R_{F_{0}},R_{F_{1}}} è la riflettanza misurata con i filtri F0, F1  che hanno come lunghezza d'onda centrale rispettivamente λ0 e λ1.
Il gradiente spettrale è tipicamente espresso in incremento percentuale della riflettanza (riflessività) per unità di lunghezza d'onda: %/100 nm (o % /1000 Å). Esso viene usato prevalentemente nel vicino infrarosso mentre l'indice di colore è più utilizzato nella parte visibile dello spettro elettromagnetico.
L'oggetto transnettuniano Sedna è un tipico esempio di un corpo che mostra un netto gradiente nel rosso (20%/100 nm), mentre lo spettro di Orcus appare piatto nel vicino infrarosso.

## Gradiente spettrale audio
Il gradiente spettrale di molti segnali naturali audio (cioè la tendenza ad avere minore energia alle alte frequenze) è conosciuto da molto tempo, e si sa che esso è relativo alla natura della sorgente sonora. Un modo per quantificarlo è di applicare la regressione lineare all'analisi di Fourier del segnale, da cui si ottiene un singolo numero che indica la pendenza della curva che meglio interpola i dati spettrali.

## Animali in grado di percepire il gradiente spettrale
Si ritiene che lo scarabeo stercorario sia in grado di percepire il gradiente spettrale del cielo e della luce polarizzata, e che lo utilizzi per orientarsi nei suoi spostamenti.
Anche le formiche del deserto del genere Cataglyphis utilizzano il gradiente di polarizzazione e della luce del cielo per orientarsi nei loro spostamenti.